# فی اوبو اریکسن
فی اوبو اریکسن (دانمارکی: Fie Udby Erichsen؛ زادهٔ ۲۳ آوریل ۱۹۸۵) قایقران روئینگ اهل دانمارک است.